# 窩魯朵八里
窩魯朵八里（Ordu-Baliq；Ordu-Balik）是回鹘汗国的第一个首都，原为突厥汗国首都，其遗址位于今日蒙古国前杭爱省的世界遗产“鄂尔浑河谷”境内，在后来蒙古帝国首都哈拉和林遗址东北27公里处。
“窩魯朵八里”一名意思是“宫殿之城”、“军队之城”，又被称作Mubalik或哈喇巴勒哈逊（Karabalghasun，一作哈剌巴剌沙衮），后者意为“黑色之城”，即是今日蒙古国人称呼该遗址所用的名称Kharbalgas（Хар балгас）。该城市建于杭爱山（中国古代称之为於都斤山）山麓，唐代称其为回鹘单于城，辽代称其为卜古罕城或窩魯朵城。英武可汗灭突厥后，在原城址上重新建立这座城市，由唐朝和粟特的工匠负责建造。该城有12个巨大的铁制城门，城墙采用褐色的砖石，建有方形的护城河环卫全城。可汗家族居住的宫城前有两个城门和瞭望塔加强警戒。
821年，波斯萨曼王朝使者塔明·伊本·巴希爾访问该城，并留下文字记载，称该城农业发达、商业繁荣，摩尼教很兴盛。840年，回鹘被黠戛斯所灭，此城逐渐被废弃。
1871年，俄罗斯旅行家帕杰林（И.В. Падерин）到访此遗址，并留下文字记载，将他误认为是哈拉和林遗址。1889年，俄罗斯学者尼古莱·雅德林采夫首次认定此地为回鹘汗国遗址。此后在1890年和1891年，先后有两位来自赫尔辛基的学者，以及瓦西里·拉德洛夫来此地考察。